# 歐幾里德·察卡洛托斯
歐幾里德·斯特凡努·察卡洛托斯（希臘語：Ευκλείδης Στεφάνου Τσακαλώτος，發音：[efˈkliðis steˈfanu t͜sakaˈlotos]；1960年—），希臘經濟學家與政治人物，現任希腊议会議員，2015年7月6日接替辭職的雅尼斯·瓦鲁法克斯擔任希臘財政部长。
他在牛津大學王后學院攻讀博士學位時師從流亡波蘭經濟學家弗拉基米爾·布魯斯。

## 外部連結
- 维基共享资源上的多媒体资源
- 维基数据上的数据项

- www.mfa.gr（外交部）：Alternate Foreign Minister for International Economic Relations